# Анна де Фуа
Анна де Фуа также известна как Анна де Кандаль (чеш. Anna z Foix a Candale, венг. Candale-i Anna, баск. Ana Kandalakoa, окс. Ana de Fois, фр. Anne de Foix; 1484 — 26 июля 1506, Буда, Венгрия) — королева Венгрии (коронация 29 сентября 1502 года в Секешфехерварe) и королева Чехии (коронации не было) с 29 сентября 1502 года.

## Биография
Анна родилась в 1484 году в семье Гастона II де Фуа-Кандаля из младшей ветви графского дома Фуа, и Екатерины де Фуа, дочери Гастона IV де Фуа и королевы Элеоноры Наваррской.
29 сентября 1502 года она вышла замуж за венгерского и чешского короля Владислава II, став его третьей женой и родив ему здоровых законнорождённых детей — Анну и Лайоша.
Анна де Фуа умерла 26 июля 1506 года, чуть более чем через три недели после рождения сына, из-за осложнений после родов и была похоронена в Секешфехерваре.